# Краснозаводск
Краснозаводск (рус. Краснозаводск) град је у Русији у Московској области. Према попису становништва из 2010. у граду је живело 13392 становника.

## Становништво
| 1939.  | 1959.  | 1970.  | 1979.  | 1989.  | 2002.  | 2010.  |
| ------ | ------ | ------ | ------ | ------ | ------ | ------ |
| 13.382 | 19.523 | 25.394 | 27.371 | 29.786 | 13.549 | 13.392 |